# 金龙山镇
金龙山镇是中国黑龙江省哈尔滨市阿城区下辖的一个镇。

## 行政区划
金龙山镇下辖以下村：
富兴村、岭西村、永兴村、于店村、吉兴村和鲜丰村。